# 가리야시역
가리야시역(일본어: 刈谷市駅, かりやしえき)은 일본 아이치현 가리야시에 소재하는 나고야 철도 미카와선의 역이다. 역 번호는 MU03이다. manaca가 사용 가능하다. 가리야의 조카마치 근처에 있다.
부근은 가리야 시의 구시가에 있어서 주요 상가의 기점역으로의 역할을 맡아 왔으나 상가의 쇠퇴와 함께 주변은 조카마치 지구를 중심으로 안락한 주택가로 변모하였고, 최근에는 역의 성격도 주택가 근접역으로 변하였다.

## 역사
다이쇼 3년 2월, 가리야 시의 유력자들이 발기인이 되어 설립한 미카와 철도의 개통 시, 가리야 구래의 중심 시가지(옛 조카마치 지구)의 남단에 미카와 철도의 주요 역의 하나로 설치되었다. 역명은 당시 주변이 전원 지대였던 도카이도 선의 가리야역에 대해서 가리야마치역으로 명명되었다. 구역사는 거리의 관문답게 중후하고 모던한 철근 콘크리트였다. 그 후, 쇼와 25년 1월, 가리야 마을이 시제 제도가 시행되고 가리야 시가 되었기 때문에, 쇼와 27년 3월 현재의 가리야시역으로 변경되었다.
- 1914년 2월 5일: 미카와 철도의 가리야마치역으로 영업 개시.
- 1931년: 역사 개축.
- 1941년 6월 1일: 미카와 철도가 나고야 철도와 합병되어 동사의 미카와 선의 역이 됨.
- 1952년 3월 1일: 가리야시역으로 역명 변경.
- 1965년 1월 1일: 화물 영업 폐지.
- 1980년 12월 14일: 고가화.
- 1982년 12월: 고가 밑에 임대 빌딩 "메이테쓰 산리바" 개점.
- 1999년 12월 20일: 엘리베이터 설치 공사 완료, 준공식 실시.
- 2005년
  - 8월 11일: 역 집중 관리 시스템 도입에 따라 무인역이 됨.
  - 9월 14일: "트랜 패스" 도입.
- 2011년 2월 11일: IC카드 승차권 "manaca" 공용 개시.
- 2012년 2월 29일: 트랜 패스 공용 종료.
- 2016년: 메이테쓰 산리바 건물 해체 및 철거.

## 역 구조
섬식 승강장 1면 2선의 고가역이다. 가리야 역에서 당역 구간은 복선이다. 또한, 가리야 역을 나와 본 역까지는 고가선이고 오가키에 역 구간으로는 지상선이 된다.

### 승강장
| 번호 | 노선        | 방향 | 행선                        |
| ---- | ----------- | ---- | --------------------------- |
| 1    | ■ 미카와 선 | 하행 | 가리야・지류 방면           |
| 2    | ■ 미카와 선 | 상행 | 미카와타카하마・헤키난 방면 |

## 역 주변
가리야 번의 옛 조카마치 지구와 가깝다.
- 아이산 빌딩
  - 가리야 일극
- 기조 공원(가리야 성지)
- 사키치 토요다 흉상(기조 공원 내)
- 마쓰모토 규당 죽음의 구비(기조 공원 내)
- 마쓰모토 규당 탄생지 기념비
- 마쓰모토 규당 묘소
- 시시도 야시로 탄생지 기념비
- 시시도 야시로 묘소(마쓰 히데키 데라우치)
- 가리야 성 초쿠몬제키 비석
- 가리야 성 오테몬몬제키 비석
- 아키바 신사(만등 축제 개최지)
- 시노기 야시키(오다이노 가타 은둔 생활의 땅)
- 미즈노 씨 묘실
- 가리야 시 향토 자료관
- 가리야 시 시로마치 도서관(2층에 향토 자료관 분실이 있다)
- 가리야 구장
- 가리야 시 체육관・무도장
- 아이치 현립 가리야 고등학교
- 아이치 현립 가리야키타 고등학교
- 가리야 우체국
- 도요타 자동 직기 본사・본사 공장
- 미쓰비시도쿄UFJ은행 가리야 지점
- 나고야 은행 가리야 지점
- 오카자키 신용 금고 가리야 지점
- 헤키카이 신용 금고 가리야 지점
- 아이치 은행 가리야 지점
- 덴소 테크노

## 사진

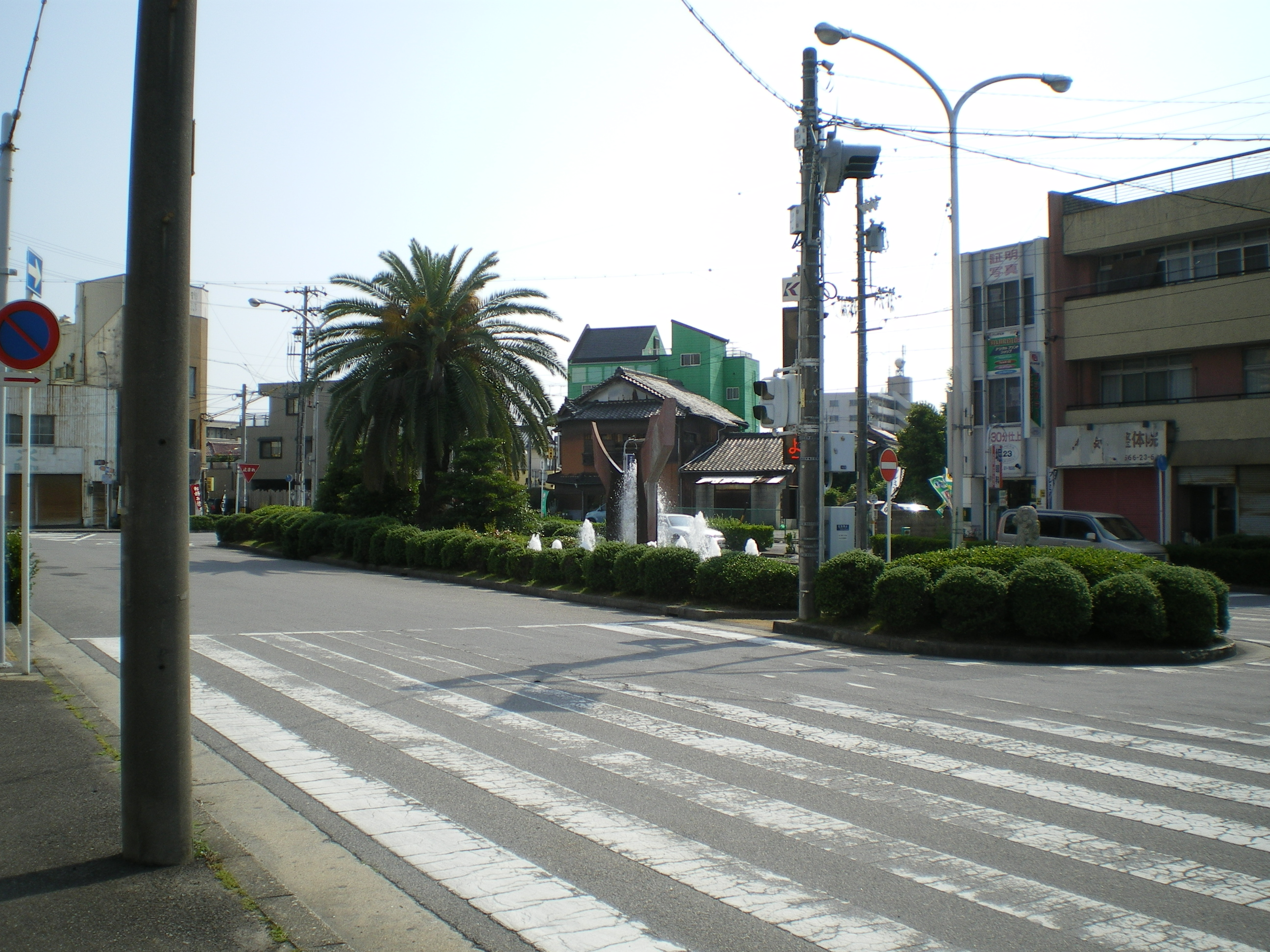
역전 광장
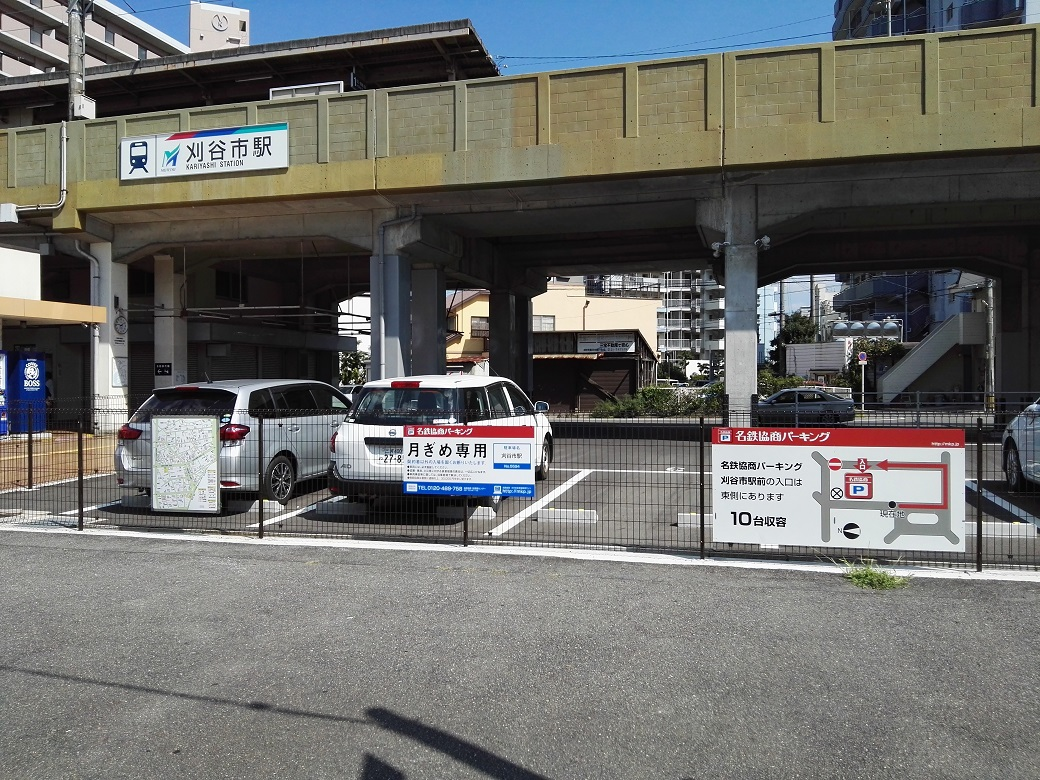
역전 주차장
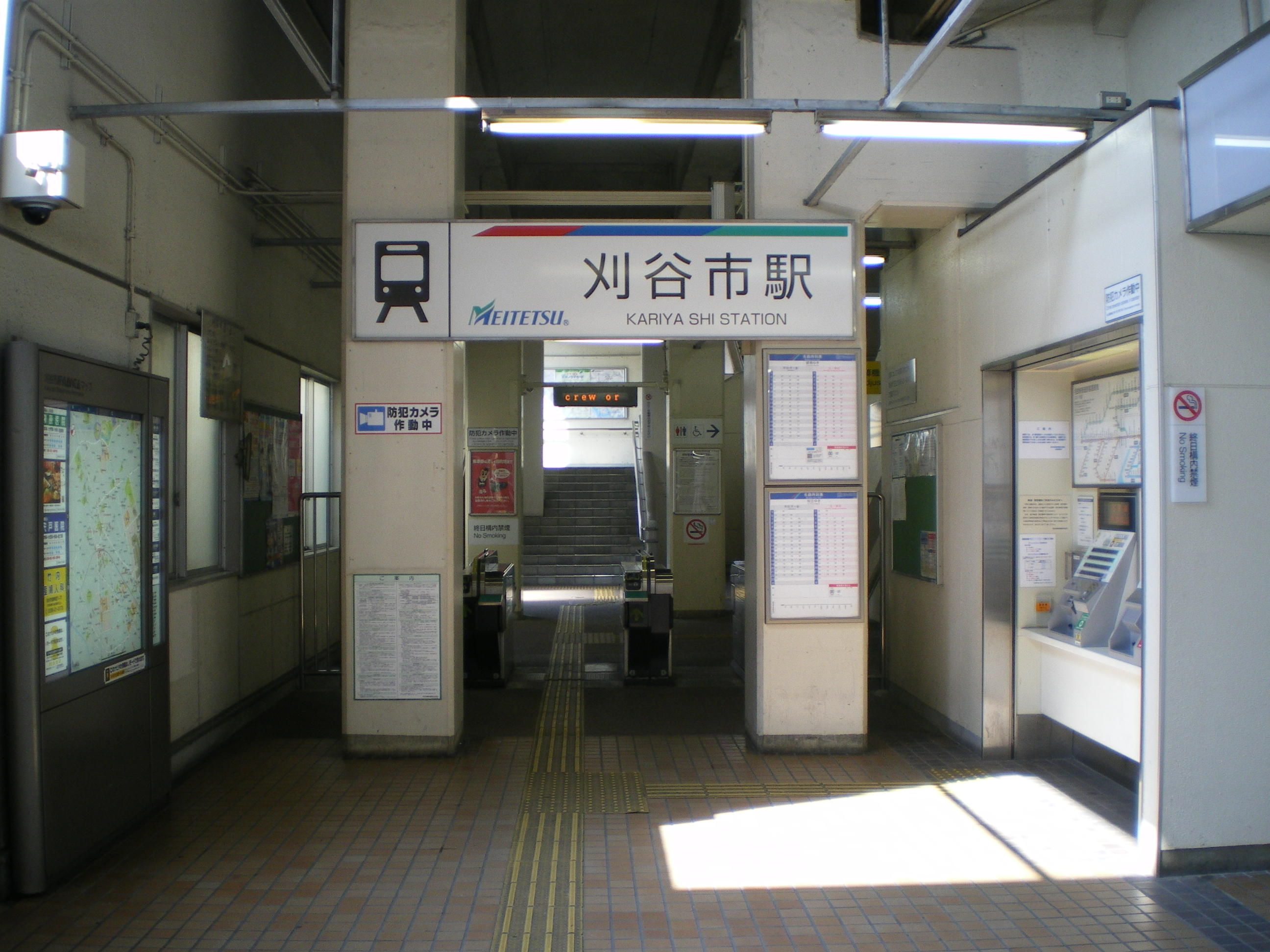
개찰구

## 인접역
| 나고야 철도 미카와선  | 나고야 철도 미카와선 | 나고야 철도 미카와선      |
| --------------------- | -------------------- | ------------------------- |
| MU02 가리야 지류 방면 |                      | 오가키에 MU04 헤키난 방면 |